# Ramon Terrats Espacio
Ramon Terrats Espacio (Barcelona, 18 d'octubre de 2000) és un futbolista català que juga com a migcampista central al RCD Espanyol, cedit pel Vila-real CF. És internacional amb la selecció catalana.

## Carrera esportiva
Nascut a Barcelona, Terrats va representar al CE Europa i al CF Damm com a juvenil. El 27 de juny de 2019, després de finalitzar la seva formació, va signar un contracte d'un any amb l'UE Sant Andreu de Tercera Divisió.
Terrats va debutar amb el sènior el 15 de setembre de 2019, entrant com a suplent en la segona part del partit contra el Cerdanyola del Vallès FC (1-1) a casa. Va deixar el club el 22 de juliol següent després de ser poc utilitzat, i va fitxar pel Girona FC dos dies després, sent destinat inicialment al filial també a quarta divisió.
Terrats va debutar amb el primer equip amb els blanquivermells el 4 de novembre de 2020, començant com a titular en un empat 2-2 a Segona Divisió fora de casa contra el Real Saragossa. El 24 de febrer següent, va renovar el seu contracte fins al 2024.
Terrats fou bàsicament suplent durant la temporada 2021–22, en què l'equip assolí la promoció a La Liga. Va debutar a la màxima categoria el 14 d'agost de 2022, com a titular, en una derrota per 1–0 contra el València CF.
El 18 de gener de 2023, Terrats fou cedit al Vila-real CF B de segona divisió, fins al final de la temporada 2022-23. Al febrer, de tota manera, va començar a jugar a l'equip principal, amb l'entrenador Quique Setién, i va marcar el seu primer gol com a professional el 30 d'abril, el tercer del seu equip en una victòria per 3–1 a casa contra el RC Celta de Vigo.
El 30 de juny de 2023, Terrats va signar contracte per tres anys amb el Yellow Submarine, després que el club executés el pagament de la seva clàusula de rescissió. El 3 de febrer de 2025, fou cedit al Getafe CF per la resta de la temporada.

## Internacional

### Catalunya
El 29 de maig de 2024 va disputar amb la selecció catalana el partit contra el Panamà, que va acabar en un empat a 2, a l'Estadi de la Nova Creu Alta.
El 28 de maig de 2025 va disputar amb la selecció catalana el partit contra Costa Rica, en què va debutar amb la selecció en una victòria per 2 a 0 a l'Estadi Johan Cruyff.

## Vida personal
El seu germà, Tomás també és futbolista, que juga com a porter, i es va formar també a l'Europa.